# Zwingsee
Der Zwingsee ist ein künstlich angestauter See in der Gemeinde Inzell in den Chiemgauer Alpen im oberbayerischen Landkreis Traunstein.

## Lage und Beschreibung
Der Zwingsee liegt zwischen dem Inzeller Ortsteil Zwing im Süden in den Bergen und dem Ortsteil See näher im Norden am Rand der Inzeller Talebene, wo er unmittelbar an die Max Aicher Arena grenzt. Benannt wurde der See, ebenso wie der Ortsteil, nach der Bergenge zwischen Falkenstein im Südwesten und Kienbergl im Osten. Er ist etwa 290 Meter lang, 100 Meter breit und hat eine 2,4 Hektar große Fläche. Sein Einzugsgebiet ist etwa 1,0 km² groß.

## Geschichte
Bis in die 1920er Jahre befand sich an der Stelle des heutigen Sees eine von einem kleinen Bach durchflossene Streuwiese. Mit der Zunahme des Tourismus in Inzell wuchs das Bedürfnis nach einer Bademöglichkeit. Im Jahr 1925 wurde der Bach angestaut und ein Freibad errichtet. Mit dem Zwingsee-Stüberl wurde zudem eine kleine gastronomische Einrichtung eröffnet. Die hölzernen Umkleidekabinen der Badeanstalt sind bis in die Gegenwart erhalten geblieben.

## Tourismus und Nutzung
Der Zwingsee ist eine Station der Falkensteinrunde, eines Wanderwegs rund um den Falkenstein, an dessen Verlauf sich auch der Falkensee und der Krottensee befinden.
In den Sommermonaten wird der Zwingsee als Badesee genutzt.
Der See weist Bestände von Karpfen, Hechten, Regenbogenforellen, Schleien und Stören auf und wird als Angelgewässer bewirtschaftet.

## Sonstiges
Im Jahr 1952 wurde am Zwingsee erstmals in Mitteleuropa die Sibirische Azurjungfer nachgewiesen. Die verstärkte touristische und fischereiwirtschaftliche Nutzung des Sees, aber auch Umweltzerstörung und Insektensammler verdrängten die Art jedoch bereits in den folgenden Jahren. Das Vorkommen der Libelle gilt seit 1967 als erloschen, die Art wird in der Roten Liste Bayern als „ausgestorben oder verschollen“ geführt.